# VideoLAN
VideoLAN je projekt, který vyvíjí open source software pro multimediální (audio a video) streaming řady formátů, včetně MPEG-1, MPEG-2, MPEG-4 a DivX, DVD, digitálních DVB-S a DVB-T TV kanálů a videa. Přenášení je možné v širokopásmové síti IPv6 nebo IPv4.
VideoLAN také obsahuje multimediální přehrávač VLC media player (původně VideoLAN Client), pro různé operační systémy, včetně Microsoft Windows, různé distribuce GNU/Linuxu, větve BSD, Mac OS X, BeOS, Solaris, QNX.
VideoLAN začal jako studentský projekt na francouzské technické škole École Centrale Paris v Chatenay Malabry u Paříže a je i nadále koordinován studenty jejího druhého ročníku. Dnes na něm spolupracují vedle současných a bývalých studentů také programátoři z více než 20 zemí.
Části projektu VideoLAN jsou:
- VLC media player (VLC)
- VideoLAN server (VLS)
- libdvdcss
- libdvdplay
- libdvbpsi
- libdca
- x264

## Komerční použití
V květnu 2008 začaly Neuros Technology a Texas Instruments pracovat na portu VideoLAN pro svůj otevřený set-top box nové generace.
VLC se v současné době používá v produktech prostřednictvím použití libVLC a také jako surové nebo přizpůsobené VLC pro verze Android na zařízeních. Některé funkce byly veřejně sloučeny, například podpora 360°.